# Kersten Thiele
Kersten Thiele (né le 29 septembre 1992 à Göttingen) est un coureur cycliste allemand. Il évolue à la fois sur route et sur piste.

## Palmarès sur piste

### Jeux olympiques
- Rio 2016
  - 5e de la poursuite par équipes

### Championnats du monde
- Minsk 2013
  - 12e de la poursuite par équipes
- Cali 2014
  - 7e de la poursuite par équipes
- Saint-Quentin-en-Yvelines 2015
  - 4e de la poursuite par équipes
  - 6e de la poursuite individuelle
- Londres 2016
  - 6e de la poursuite par équipes
  - 9e de l'américaine
- Hong Kong 2017
  - 9e de la poursuite individuelle[1]
  - 12e de la poursuite par équipes[2]
- Apeldoorn 2018
  - 4e de la poursuite par équipes[3]
  - 6e de la poursuite individuelle[4]

### Championnats du monde juniors
- Moscou 2009
  -  Médaillé de bronze de la poursuite par équipes juniors
- Montichiari 2010
  -  Médaillé de bronze de la poursuite par équipes juniors

### Coupe du monde
- 2012-2013
  - 2e de la poursuite par équipes à Glasgow
- 2014-2015
  - 3e de la poursuite par équipes à Guadalajara
- 2015-2016
  - 3e de la poursuite par équipes à Cambridge

### Championnats d'Europe
- Baie-Mahault 2014
  -  Médaillé d'argent de la poursuite par équipes
  -  Médaillé de bronze de la poursuite individuelle

### Championnats d'Allemagne
- 2012
  -  Champion d'Allemagne de poursuite par équipes  (avec Yuriy Vasyliv, Michel Koch et Henning Bommel)
- 2014
  -  Champion d'Allemagne de poursuite par équipes  (avec Theo Reinhardt, Henning Bommel et Nils Schomber)
- 2017
  -  Champion d'Allemagne de poursuite par équipes  (avec Theo Reinhardt, Lucas Liß et Domenic Weinstein)
  -  Champion d'Allemagne de course à l'américaine  (avec Theo Reinhardt)
  - 2e de la poursuite
- 2018
  - 3e de l'américaine

### Autres compétitions
- 2015-2016
  - 1er de l'américaine à Cali (avec Leon Rohde)

## Palmarès sur route

### Par année
- 2011
  - 2e du championnat d'Allemagne du contre-la-montre espoirs
- 2012
  - 2e du Tour du Sachsenring
- 2015
  -  Champion d'Allemagne du contre-la-montre par équipes
  - 1re étape du Dookoła Mazowsza
  - 2e du Dookoła Mazowsza
- 2017
  - 2e du championnat d'Allemagne du contre-la-montre par équipes
- 2018
  -  Médaillé de bronze du championnat du monde militaires par équipes[5]

### Classements mondiaux
| Année           | 2011   | 2012   | 2013 | 2014 | 2015 |
| --------------- | ------ | ------ | ---- | ---- | ---- |
| UCI Europe Tour | 1 271e | 1 066e |      |      | 334e |